# BibTeX

BibTeX

BibTeX is software om literatuurlijsten aan te leggen en te gebruiken binnen LaTeX-documenten.
BibTeX is gemaakt door Oren Patashnik en Leslie Lamport in 1985.
Middels BibTeX kan men in een LaTeX-document referenties aanhalen om automatisch een literatuurlijst in het document te plaatsen. Met verschillende bibliografie-stijlen kan men de lay-out van de referenties in de tekst en van de literatuurlijst zelf snel en consequent veranderen.

## Documentsoorten
BibTeX onderscheidt verschillende documentensoorten. Afhankelijk van het documenttype wordt bepaald welke velden ingevuld dienen te worden. Zo heeft een artikel in een wetenschappelijk tijdschrift een volume en een number, terwijl een boek een publisher heeft.
In de tabel hieronder worden de documentsoorten genoemd, met hun verplichte velden. Naast de verplichte velden, hebben de soorten ook vaak een aantal optionele velden.
| Documentsoort | Beschrijving                                  | Verplichte velden                                    |
| ------------- | --------------------------------------------- | ---------------------------------------------------- |
| article       | Artikel in een wetenschappelijk tijdschrift   | author, title, journal, year                         |
| book          | Een boek met een uitgever                     | author/editor, title, publisher, year                |
| booklet       | Een gebundeld werk zonder uitgever            | title                                                |
| conference    | Vervangen door inproceedings                  |                                                      |
| inbook        | Deel van een boek, bijvoorbeeld een hoofdstuk | author/editor, title, chapter/pages, publisher, year |
| incollection  | Deel van een boek met eigen titel             | author, title, booktitle, publisher, year            |
| inproceedings | Artikel in een conferentiebundel              | author, title, booktitle, year                       |
| manual        | Technische handleiding                        | title                                                |
| mastersthesis | Afstudeerverslag                              | author, title, school, year                          |
| misc          | Alles wat niet in een andere type past        | Niets                                                |
| phdthesis     | Dissertatie                                   | author, title, school, year                          |
| proceedings   | Conferentiebundel                             | title, year                                          |
| techreport    | Onderzoeksrapport door een instituut          | author, title, institution, year                     |
| unpublished   | Niet formeel gepubliceerd                     | author, title, note                                  |

(Bron: LaTeX, A Document Preparation System, Leslie Lamport, 1994.)

## Uitwisselen van BibTeX-entries
Er zijn verschillende manieren om BibTeX-entries (de BibTeX-beschrijving van een document) uit te wisselen. Zo geeft Citeseer bij ieder document de BibTeX-beschrijving. Ook bestaan er peer-to-peer-uitwisseldiensten voor BibTeX-entries, zoals Bibster.